# Görcsöny
Görcsöny là một thị trấn thuộc hạt Baranya, Hungary. Thị trấn này có diện tích 18,52 km², dân số năm 2010 là 1679 người, mật độ 91 người/km².